# Mischkristall
Als Mischkristall (Mk) wird ein Kristall oder Kristallit bezeichnet, der aus mindestens zwei verschiedenen chemischen Elementen besteht, wobei die Fremd-Atome oder -Ionen statistisch verteilt sind. Diese können
- in die Zwischengitterplätze eingelagert sein (Einlagerungsmischkristall oder interstitielle Lösung) oder
- ein Atom des anderen Elements durch Substitution ersetzen (Substitutionsmischkristall).

Mischkristalle sind somit feste Lösungen, die, wenn sie metallische Eigenschaften besitzen, auch Legierungen genannt werden.

## Mischkristallbildung
Es werden zwei Arten von Mischkristallbildung unterschieden:
- bei der homöotypen Mischkristallbildung haben die beteiligten Stoffe den gleichen Kristallstrukturtyp, den folglich auch der Mischkristall besitzt; Vergleiche hierzu Zweistoffsysteme mit vollständiger Löslichkeit im festen Zustand.
- bei der heterotypen Mischkristallbildung hingegen zwingt einer der beteiligten Stoffe dem/den anderen beim Einbau seine Kristallstruktur auf. Vergleiche hierzu Zweistoffsysteme mit begrenzter Löslichkeit im festen Zustand.

Wenn die Atome der beteiligten Elemente nicht mehr statistisch regellos im Gitter verteilt sind, spricht man von Intermediären Kristallen oder auch Intermetallischen Verbindungen, deren Kristallstruktur keiner der Basiselemente entspricht.

## Mischkristalle bei Mineralen
Im Reich der Minerale bilden sich Mischkristalle nur selten aus reinen chemischen Elementen (Ausnahmen sind hier natürliche Legierungen wie z. B. Auricuprid Cu3Au), sondern meist aus chemischen Verbindungen. Zwei Minerale definierter Zusammensetzung bilden hier eine Mischkristallreihe (kurz: Mischreihe), deren Endglieder sie darstellen und deren Mischkristalle oft Namen erhalten, die keine Rückschlüsse auf ihre Zusammensetzung zulassen.
In den gängigen Mineral-Systematiken bilden solche Mischreihen meist eigene Mineralgruppen oder Untergruppen innerhalb von Mineralgruppen und werden in verschiedenen Quellen dann auch als Mineralreihe oder Mineralserie bezeichnet. Bekannt sind unter anderem die Wakefielditreihe, bestehend aus Wakefieldit-(Ce), Wakefieldit-(La), Wakefieldit-(Nd) und Wakefieldit-(Y), innerhalb der Xenotimgruppe (8.AD.35) oder die auch als Chabasit-Serie bezeichneten Chabasite Chabasit-Ca, Chabasit-K, Chabasit-Mg, Chabasit-Na und Chabasit-Sr, die zusammen mit Willhendersonit die Chabasitgruppe (9.GD.10) bilden.
So besteht z. B. der Labradorit, ein Mischkristall der Reihe Albit (NaAlSi3O8) – Anorthit (CaAl2Si2O8), zu 50–70 % aus Anorthit.
Die Minerale Forsterit (Mg2SiO4) und Fayalit (Fe2SiO4) bilden eine vollständige Mischkristallreihe, die Olivin-Reihe ((Mg,Fe)2SiO4). Weitere Beispiele sind die Biotit-Reihe zwischen Phlogopit und Annit und die Melilith-Reihe zwischen Åkermanit und Gehlenit.
Einige Mischkristallreihen enthalten Mischungslücken. Das bedeutet, dass bei bestimmten Verhältnissen beider Endglieder zwei Phasen existieren. Ein Beispiel ist die Plagioklas-Reihe Albit-Anorthit. Viele Mischkristallreihen sind bei hohen Temperaturen vollständig, besitzen aber bei tiefen Temperaturen solche Mischungslücken.
Einige Kristalle können geringe Mengen anderer Elemente lösen. Dies bezeichnet man als Diadochie. Ein Beispiel ist der Einbau von Magnesium in Calcit (CaCO3). Hier besteht keine vollständige Mischbarkeit zum Dolomit [CaMg(CO3)2] oder zum Magnesit (MgCO3).